# 辣紅菇
辣紅菇（學名：Russula sardonia），俗稱櫻草脆褶（primrose brittlegill），是一種擔子菌門真菌，隸屬於俗稱脆褶（Brittlegill）的紅菇屬。這種真菌的顏色為紅紫色，並且常於夏季和秋季在溫帶針葉林中出現。這種真菌的是不可食用的，並且與同類非食用菌相同，都是擁有著辛辣的味道。

## 分類
辣紅菇最早是由瑞典真菌學家埃利亞斯·馬格努斯·弗里斯於1838年描述的。其學名源自希臘文中的詞彙，意思是「辛辣」，源自其辛辣的味道。除了「辣紅菇」外，這種真菌還獲得了不少其他學名，其中包括1881年莫迪凱·古比特·庫克描述的「重紅菇」（Russula drimeia）、1923年羅爾夫·辛格描述的「金淚紅菇」（Russula chrysodacryon）和1938年威廉·默里爾描述的「催吐紅菇」（Russula emeticiformis）。

## 描述
辣紅菇的菌蓋直徑約為10厘米（4英寸），普遍呈紅紫色，但曾有褐色和綠色辣紅菇的紀錄。菌蓋的中央顏色較深，年輕時菌蓋呈凸面狀，但隨着年齡增加會變成扁平狀。其其菌柄起初呈白色，並且同樣隨着年齡增加變成淺紫紅色。其菌柄高3–8厘米，厚1–1.5厘米。其連生的菌褶呈蒼白淡黃色，並且會隨著年齡增加而變暗。這些菌褶間的間距不大，並且在加上氨後會慢慢變成粉紅色。透過這個氨實驗，人們能輕易分辨出這種真菌。其孢子印呈奶油色。其菌肉非常堅固，且有著很辣的味道，因此不可被食用。

### 類似物種
- 扭果红菇（Russula torulosa），與辣紅菇生境相同，且外觀類似辣紅菇，但就不會對氨實驗有任何反應。[8]
- 褐紫红菇（英语：Russula queletii），通常在雲杉下生長，外觀類似辣紅菇。[8]

## 分佈及生境
辣紅菇主要於夏末到秋季期間在北歐的沙質土壤針葉林中出現，並且經常在松樹下生長。這種真菌於北歐非常常見。

## 可食性
辣紅菇不可供食用，有「胡椒辣」味。很多類似的紅菇屬真菌在生吃時有毒。進食辣紅菇後的中毒症狀主要是與胃腸道有關的：腹瀉、嘔吐和腹部絞痛。雖然辣紅菇的有毒成份仍然未知，但真菌學家們指出有毒成份很可能是有毒紅菇獨有的倍半萜。